# Ксеньевка (Омская область)
Ксе́ньевка — село в Исилькульском районе Омской области. Входит в состав Баррикадского сельского поселения.

## История
Село Ксеньевка Исилькульского района Омской области было основано в 1895 году вместе с селом Украинка выходцами из села Васютинцы, Васютинской волости, Золотоношского уезда, Полтавской губернии.
Вот что сообщает о Ксеньевке Атлас Азиатской России в 1914 году:
«Акмолинская область, Омского уезда, Украинской волости, посёлок Ксеньевский. Почтовые операции проводятся при Украинском волостном правлении через станцию Исиль-Куль. Жители посёлка Ксеньевский просят из казны на постройку у них своего храма, с целью выделиться в новый самостоятельный приход. Приход состоит из села Красной Горки и посёлка Ксеньевского в 18 верстах. Прихожан в них мужского полу 877 душ и 792 души женского полу.
Церковь в этом селе начали строить в 1907 году на средства фонда имени Императора Александра III, а частью на средства прихожан. Здание деревянное на кирпичном фундаменте. Престол один, во имя Святой мученицы Царицы Александры. Утварью церковь бедна. Особые кладбища имеются в деревнях Ксеньевке и Шаровке Украинской волости и посёлке Платово Полтавской волости.
Приход состоит исключительно из переселенцев Полтавской, Черниговской, Херсонской губерний и Области войска Донского.
В посёлке Ксеньевском 3 семейства лютеран (19 душ обоего пола).
В посёлке Ксеньевка имеется одноклассное министерства народного просвещения училище, в котором Закон божий преподаёт местный священник, получая 100 рублей в год.
Вся земля пахотная отдаётся в аренду по 1 рублю за десятину. Сенокосной земли мало. Для отопления приобретаются дрова у киргиз, по 12 рублей за кубический сажень берёзовых дров.
На пасхе хождений со святыми иконами не бывает, а бывают хождения по всем домам прихожан со святым крестом. Крестные ходы по полям бывают ежегодно после посева, но молебнов по домам не бывает.
Средний посев у зажиточных до 30 десятин, у средних — 20, у бедных — до 10 десятин. Сеют пшеницу, овёс, ячмень, гречиху. Овёс держат только для собственных нужд. Молочное хозяйство не развито. В посёлке имеется две мелочные лавки.
Питьевой водой население пользуется из озера. Вода хорошего качества. Колодцев нет.
Цена за проезд на паре лошадей 6 копеек с версты.
Исиль-Куль с киргизского „Капитанское озеро“.

Ксеньевка находилась на государственных землях находящихся в пользовании киргизов и других кочующих народов. Вдоль всей границы, между переселенческими участками и землями находящимися в пользовании кочующих народов, располагались казачьи земли: от Каспийского моря — Уральск — Оренбург — Орск — Троицк — Павлодар — Семипалатинск — хребет Нарымский».

## Население
| 1926 | 2002 | 2010 |
| ---- | ---- | ---- |
| 1173 | ↘203 | ↘119 |